# الروحا (بني سعد)

تعديل مصدري - تعديل

الروحا هي إحدى قرى عزلة بني زيد بمديرية بني سعد التابعة لمحافظة المحويت، بلغ تعداد سكانها 195 نسمة حسب تعداد اليمن لعام 2004.